# 彩羽真矢
彩羽 真矢（あやはね まや、1984年4月5日 - ）は、日本のタレント・アイドル・女優・歌手・YouTuber。元宝塚歌劇団宙組の男役。
埼玉県富士見市で生まれ、小学4年生以降は栃木県宇都宮市で育つ。県立壬生高等学校出身。身長170cm。血液型B型。愛称は「チャミ」。
所属事務所はシンフォニア。
プロデューサーは作詞家のyura。
ファンの愛称は草組生。
キャッチフレーズは「元宝塚男役、現役アイドル、永遠の30歳!」
エド・はるみを尊敬し、「人はいつからでも、いくつになっても変わることかできる」をモットーとする。

## 来歴
2002年、宝塚音楽学校入学。
2004年、宝塚歌劇団に90期生として入団。入団時の成績は31番。娘役志望であったが、高身長のため断念した。雪組公演「スサノオ／タカラヅカ・グローリー!」で初舞台。その後、宙組に配属。
2008年5月18日、「黎明の風／Passion 愛の旅」東京公演千秋楽をもって、宝塚歌劇団を退団。
退団直後に地下アイドルのオーディションを受けたが、年齢・高身長・元宝塚の肩書きが重すぎるとして不合格となった 。
タレント活動を開始し、「(宝塚大劇場の座席数と同じ)2,500人の前でひとりで自分の歌を歌う」ことを目標と定めた。 
当初は元宝塚という肩書きから、「ちゃんとしなきゃいけないと、自分自身にレッテルを張っていた」ため、堅い仕事ばかりをしていたが、2014年3月、30歳の誕生日直前に宝塚歌劇団在籍当初からの大ファンであった「アイドルマスター」の楽曲を男装で踊る動画をYouTubeとニコニコ動画で公開すると多くの反響を呼び、数々のメディアで取り上げられ、日本テレビ「有吉反省会」へも出演。動画は Yahoo!人気映像ランキングで1位となり、総再生回数 は100 万回を突破した。 
これが転機となり、これからは自分の好きなことをやろうと決意。「どうしてもアイドルになりたくて」、退路を断とうと思い、2013年に結婚した幼馴染みで獣医師の夫と協議離婚。クラウドファンディングでCD制作費用を募った結果200万円以上が集まり、2015年5月2日にデビューイベントを行い、シングルCD『デビュー!!』をリリースしてアイドルデビューを果たした。
YouTubeチャンネル（メインチャンネル）の登録者数は、2016年12月1日に１万人を突破し、以降、2018年4月1日に2万人、2019年1月30日に3万人、2019年8月3日に4万人、2020年8月23日に5万人をそれぞれ突破した。
2018年10月15日にはメインチャンネルで100万回再生を突破する動画が誕生した。
また、Twitter（現X）のフォロワーは2017年5月11日に1万人を突破し、東京、名古屋、大阪で記念のライブ・イベントを行った（東京は2017年10月21日、名古屋は2017年11月18日、大阪は2018年2月25日）。
2023年12月31日、横浜アリーナで開催された第7回ももいろ歌合戦で1万人以上の観客の前で自身のシングル曲『LEGEND』を歌い、活動開始以来の目標であった「2,500人の前でひとりで自分の歌を歌う」ことを達成した。 
2024年4月6日、堂山町・バナナホールで開催された「彩羽真矢生誕祭2024 BEST」1部にて、新たな目標を2,500人のキャパ（の会場）でのワンマンライブとすることを発表した。 

## エピソード

### マスコットキャラクター
マスコットキャラクターとなっている「タヌカル」は、元々は自身が宝塚時代に描いた自画像で、「アライグマに似ている」と言われていたため某アニメキャラクターをイメージして描いたもの。名前は、YouTube生配信の中でのTwitterアンケートで2017年5月12日に決まった。

### お笑い賞レース
お笑いの賞レースにたびたび参加し好成績を残している。
- 2013年「歌ネタ王決定戦」　準決勝に進出[34]
- 2014年「R-1グランプリ 2014」　3回戦進出[35]
- 2017年「M-1グランプリ2017」　松原タニシとのユニット「薔薇とノンフィクション」で3回戦に進出[36]
- 2019年「女芸人No.1決定戦 THE W2019」　堀川絵美とのユニット「すみれ塚歌劇団」で準決勝進出[9]

### ユニット活動

#### Ｕ水
宝塚歌劇団同期入団の汐月しゅうとのユニット“U水"でのCD 製作を目指して2017年12月23日にクラウドファンディングを開始。2人でラジオ番組出演や配信などの活動を行い、当初2,000,000円の目標に対して4,671,000円の支援を達成。2018年8月18日に開催したライブイベントでCD 『運命(ANGEL)あるいは革命(DEVIL)となづけた新世界(DAYDREAM)』をリリースした。

#### すみれ塚歌劇団
吉本興業所属の堀川絵美とのお笑いユニット。2016年10月30日によしもと漫才劇場で行われたコントライブに出演したのが最初の活動。その後しばらくはユニットでの出演などはしていなかったが、2019年にはラジオの生放送でのネタ披露、コントライブへの出演を経て女性芸人のみの賞レース「The  W」に挑戦し準決勝まで進んだ。同年末にランチショー・ディナーショーを開催して以降は活動を休止している。

### 骨折エンターテイメント
2021年1月4日、配信部屋にて落下したiPadが足の甲を直撃し、右足中指の根元付近を骨折。全治２か月の診断を受ける。しかしこれをエンターテイメントにすべく「骨折エンターテイメントグッズ」を作成し、レントゲン写真を大胆にあしらったパーカーやコップ（その名も「骨プ」）などを（全治までの）2ヶ月限定で販売した。 
さらに3年後の2024年2月7日、仕事の移動中に転んだ際に右肘の下あたりを骨折し、全治約１ヶ月の診断を受けたが、骨折エンターテイメント第2弾として2月24日に大阪で緊急ファンミーティング「彩羽真矢骨折ミーティング！略して骨ミ！！」を開催した。

### 京都・かめおか観光PR大使
2024年4月13日・14日に京都府亀岡市で開催された「ももクロ春の一大事2024 in 亀岡」のライブ前に行われた、外周パークでのアイドルステージ「京都やかんランド」に出演し、ライブ本編中では明智光秀に扮してももいろクローバーZのメンバーとともに「上球物語」を踊った。
これがきっかけとなり、同年5月3日の「光秀まつり」ではステージイベントに出演してパフォーマンスを披露し、同年8月11日の「第73回亀岡平和祭保津川市民花火大会」ではボランティアPR隊長の委嘱を受けて自らもボランティアに励んだ。
その後も亀岡市観光協会が運営するかめまるマートでの一日店長、亀岡警察署の一日警察署長を務めた後、亀岡市での活動が評価され、同年10月3日、京都・かめおか観光PR大使に就任した。

### その他
- 2014年5月13日、母校の栃木県立壬生高等学校の創立記念式（壬生町中央公民館・大ホール）に講演会の講師として招かれ、「夢に向かって挑戦する事の大切さ」を講演した。歌も３曲歌った[54][55]。

- 2018年8月5日、1000個に1個の割合という「幻のからあげクン」に出会えるまで毎日食べるチャレンジ企画をスタート[56]。2019年6月19日、313日目で遂にからあげクン妖精を発見した[57]。

- 2020年5月2日～5月4日、アイドル5周年記念として「彩羽36時間スーパー耐久配信」を開催して見事完走した[58][59][60]。

- 2024年5月24日～6月6日、Xでの渋谷愛ビジョンスタッフとのやり取りを経て、渋谷愛ビジョンにMVが放映された[61]。その後、2024年7月より渋谷愛ビジョンのスタッフをサポートする「愛8サポーター」への就任が発表された[62][63]。

## 宝塚歌劇団時代の主な舞台

### 初舞台
- 2004年4 - 7月、雪組『スサノオ』『タカラヅカ・グローリー!』

### 宙組時代
- 2005年1 - 4月、『ホテル ステラマリス』『レヴュー伝説』
- 2005年8 - 11月、『炎にくちづけを』『ネオ・ヴォヤージュ』
- 2006年3 - 7月、『NEVER SAY GOODBYE』 - 新人公演：ホアキン（本役：珠洲春希）
- 2006年8月、『UNDERSTUDY』（バウホール） - ローレンス・マクビー
- 2006年11 - 2007年2月、『維新回天・竜馬伝!』『ザ・クラシック』
- 2007年4月、『NEVER SLEEP』（バウホール・日本青年館） - ジェラルド・リリエンタール
- 2007年6 - 9月、『バレンシアの熱い花』 - 新人公演：ベニート（本役：暁郷）『宙 FANTASISTA!』
- 2008年2 - 5月、『黎明（れいめい）の風』『Passion 愛の旅』 退団公演[4][12]

## 宝塚歌劇団退団後の主な活動

### 舞台
- 劇団そとばこまち 第116回公演「のうみん」（2017年9月8日 - 2017年9月10日、近鉄アート館）- 楓[64]
- 劇団そとばこまち「そとばこまちノンバーバルエンターテイメント『幕末』」（2018年2月21日 - 2018年2月23日、朝日劇場）- 夕霧大夫[65]
- よしもと×劇団そとばこまち公演「のうみん」（2019年7月4日 - 2019年7月7日、あうるすぽっと）- 楓[66]
- 劇団そとばこまち 第118回公演「のうみん」（2019年10月11日 - 2019年10月14日、近鉄アート館）- 楓[67]
- 大阪クリエイティブフォース実行委員会主催 殺陣×ダンス×和太鼓「HIMIKO」（2022年10月28日 - 2022年10月30日、近鉄アート館） - 卑弥呼[68]
- 劇団そとばこまち 第123回公演「SHINOBI SASUKE」(2023年7月1日 - 2023年7月3日、ABCホール) - 真田幸村[69]
- 明治座創業150周年記念第２回ももクロ一座特別公演（2023年11月25日 - 2023年12月3日）- 市之丞[70]
- 劇団そとばこまち 第126回公園「和製吸血鬼伝」（2024年7月4日 - 2024年7月7日、近鉄アート館） - 細川ガラシャ[71]
- 劇団そとばこまち エンターテインメント時代劇「『幕末』ダンス公演」（2024年10月14日、箕面市立文化芸能劇場大ホール）- 夕霧太夫[72]
- 劇団そとばこまち エンターテインメント時代劇『幕末』（2025年2月28日 - 3月2日、箕面市立文化芸能劇場大ホール / 3月7日 - 9日、かめありリリオホール）- 吉田稔麿[73][74][75]

### ラジオ

#### 現在の出演番組
- 桂文枝の茶屋町ホテル（2014年1月 - 、MBSラジオ）- アシスタント（秘書）[76]
- 松井愛のすこ〜し愛して♥（2015年4月 - 、MBSラジオ）- 金曜中継リポーター[77]

#### 過去の出演番組
- 上泉雄一のええなぁ!（2011年7月1日 - 2015年3月、MBSラジオ）- 中継リポーター[78]
- 笑い飯の金曜お楽しみアワー（2013年4月 - 2014年3月、MBSラジオ）- アシスタント
- 笑い飯の月曜お楽しみアワー（2014年3月 - 2015年3月、MBSラジオ）- アシスタント[79]
- アニソンde夜ふかし♡ (2016年11月 - 2017年3月 FM OH!) - パーソナリティ[80]
- 朝までアニソン (2017年4月 - 2018年3月 FM OH!) - パーソナリティ[81]
- あどりぶラヂオ（2019年9月16日、MBSラジオ）- パーソナリティ[82]
- ONE-J（2024年5月19日、TBSラジオ…MBSラジオを含むJRN32局ネット） - 「出張お出かけリポート」リポーター

### インターネットラジオ
- 梅田SWING（2012年9月 - 2013年3月、ソラトニワ梅田）- パーソナリティ
- 劇場へ行こう！（2013年4月 - 2016年3月、ソラトニワ梅田）- パーソナリティ[83]
- 彩羽真矢のサブカルってる！！（2018年5月11日 - 2020年2月、 ソラトニワ梅田） - パーソナリティ[84]

### テレビ

#### 現在の出演番組
- ナジャ・グランディーバのチマタのハテナ（2020年10月21日 - 、eo光テレビ) - 中継リポーター（タージンと隔週交代制）[85]
- 朝生ワイド す・またん!（2015年7月28日 - 、読売テレビ）- まるトクZIP!リポーター[78]
- ひょうご発信！（2018年4月 - 、サンテレビ） - 「教えて！ひょうご」リポーター（不定期）[86]

#### 過去の出演番組
- アサスマ（サンテレビ）[78]
- ドラマ　<a href =“[https://ja.m.wikipedia.org/wiki/%E9%80%83%E4%BA%A1%E8%80%85_%E3%81%8A%E3%82%8A%E3%82%93 https://ja.m.wikipedia.org/wiki/%E9%80%83%E4%BA%A1%E8%80%85_%E3%81%8A%E3%82%8A%E3%82%93/ “ >]  逃亡者おりん2 </a>  テレビ東京  2012年1月17日から3月27日まで毎週火曜日25:30 - 26:00  鬼薊（おにあざみ）役
- 情報・ニュースとりどり　ゲツ→キン　火曜（2018年7月3日 - 2020年9月29日、eo光チャンネル）- mineo中継担当[87]
- OFLIFE（2020年7月21日　MBS系）- 彩羽真矢のOFLIFE「アイドルYoutuber」[88]
- 第5回ももいろ歌合戦（2021年12月31日　AbemaTV、BS日テレ他）[89]
- 第7回ももいろ歌合戦（2023年12月31日　AbemaTV）-「佐々木彩夏プロデュース100人超えノンストップ最強アイドルメドレー2023」[28][29]

### その他
- 新大阪郵便局 一日郵便局長（2015年7月23日）[90]
- 東淀川警察署 一日警察署長（2022年9月22日）[91]
- 西宮警察署 一日警察署長（2023年9月3日）[92][93]
- 京都・保津川花火大会 ボランティアPR隊長（2024年、2025年）[49][94]
- 亀岡警察署 一日警察署長（2024年9月18日）[51]
- 夢コスモス園 一日園長（2024年10月12日）[95]

### 主なイベント・ライブ

#### 新年イベント
- チャミ神社に初詣だよ☆全員参拝！！（2018年1月3日、コモンカフェ）[96]
- 彩羽神社だよ☆全員参拝！！2019（2019年1月5日、大阪・コモンカフェ）[97]
- 彩羽神社 チャミ神社に初詣だよ☆全員参拝！！2020（2020年1月3日 、コモンカフェ）[98]
- 彩羽神社2024（2024年1月6日、ACT Cafe）[99]
- 彩羽神社2025（2025年1月4日、ACT Cafe）[100]

#### 誕生日ライブ、イベント
- 彩羽真矢（30）お誕生会（2015年4月5日、淀屋橋・GIVE&GIFT）[101][102]
- 彩羽真矢の"喋ってみた"Vol.5～チャミ生誕祭～（2016年4月2日・ロフトプラスワンWEST〈大阪〉、4月5日・ヒミツキチオブスクラップ〈東京〉、 4月9日・グリーンシャトー東桜〈名古屋〉）[103]
- 彩羽真矢 誕生日だよ☆全員集合！！～今年も30才！～（2017年4月5日、十三Black Boxx）[104]
- 彩羽真矢おたんじょうび会！～今年も30才～（2018年4月7日・GardenLounge〈大阪〉、4月22日 ・untitled〈東京〉）[105]
- 彩羽真矢生誕祭（2019年3月30日、梅田バナナホール）[106]
- 彩羽真矢生誕祭2020～2023（2023年4月15日、梅田バナナホール）[107]
- 彩羽真矢生誕祭2024（2024年4月5日、梅田バナナホール）[108]
- 彩羽真矢生誕祭2025（2025年4月5日・青山月見ル君想フ〈東京〉[109]、2025年4月19日・梅田バナナホール〈大阪〉[110]）

#### クリスマスイベント
- 彩羽真矢クリスマス&忘年会パーティだよ☆全員集合！！（2016年12月24日、コモンカフェ）[111]
- クリスマスイブは彩羽真矢のイベント行かなきゃだから忙しいわー（2017年12月24日、十三Black Boxx）[112]
- クリスマスイブは彩羽真矢のイベント行かなきゃだから忙しいわー（2018年12月24日、十三Black Boxx）[113]
- チャミのクリスマス会（2023年12月23日、ACT Cafe）[114]

### ディスコグラフィ

#### シングル
| 枚  | 発売日         | タイトル                                           | 品番       |
| --- | -------------- | -------------------------------------------------- | ---------- |
| 1st | 2015年5月2日   | 『デビュー!!』                                     | CHAMI-0001 |
| 2nd | 2015年12月26日 | La Vie En Rose／私は地球                           | CHAMI-0002 |
| 3rd | 2016年7月10日  | LEGEND／彩の羽はばたけ真っすぐに矢のごとく～2016～ |            |
| 4th | 2016年9月19日  | 花鳥風月                                           |            |
| 5th | 2019年9月21日  | HAPPY BIRTHDAY／祭～MATSURI～                      | LOVE-002   |

#### U水でのシングル
| 枚  | 発売日        | タイトル                                                 | 品番     |
| --- | ------------- | -------------------------------------------------------- | -------- |
| 1st | 2018年8月18日 | 運命(ANGEL)あるいは革命(DEVIL)となづけた新世界(DAYDREAM) | LOVE-001 |

#### アルバム
| 枚  | 発売日        | タイトル | 品番       |
| --- | ------------- | -------- | ---------- |
| 1st | 2017年5月20日 | 『BEST』 | CHAMI-0003 |